# Aquafon
Aquafon là một công ty viễn thông nhà nước ở Abkhazia. Năm 2014, công ty sở hữu 80.000 thuê bao.

## Lịch sử
Aquafon được thành lập ngày 6 tháng 3 năm 2003 và mạng lưới của công ty bắt đầu vận hành vào ngày 13 tháng 7 năm đó. Tính đến tháng 4 năm 2007, số lượng thuê bao của doanh nghiệp đã đạt 50.000 và năm 2008, con số này đã tăng lên 80.000.
Vào mùa hè năm 2008, Aquafon bắt đầu cung cấp GPRS và dịch vụ gọi điện video ở chế độ thử nghiệm và chính thức ra mắt mạng 3G hỗ trợ HSDPA vào ngày 30 tháng 9.

## Sở hữu
51% cổ phần của Aquafon thuộc sở hữu của Mondeo Holdings, một công ty offshore có trụ sở tại Quần đảo Virgin thuộc Anh. 100% cổ phần của Mondeo Holdings thuộc sở hữu của ComTel Eastern có trụ sở tại Bermuda, công ty đồng thời nắm giữ 31% cổ phần củaMegaFon và 50% cổ phần của Sky Link (Nga).

## Cạnh tranh
Cho đến năm 2006, Aquafon giữ vị trí độc quyền trên thị trường điện thoại di động của Abkhazia. Năm 2006, một công ty thứ hai, A-Mobile, bắt đầu bước chân vào thị trường này.